# Евровидение (хоровой конкурс)
Евровидение: Хор (ранее «Евровидение: Хор года») — хоровой конкурс, организованный Европейским вещательным союзом и по образцу Всемирных хоровых игр последнего. Участие открыто для вещателей-членов EBU.
Первый конкурс состоялся в 2017 году в Риге, Латвия, и победила Словения. Второй конкурс состоялся в Гётеборге, Швеция, в 2019 году и победила Дания. Планирование третьего выпуска было отменено в июне 2021 года компанией Interkultur; ведущий вещания для мероприятия не был выбран до объявления, и ни одна страна (за исключением Уэльса) не объявила о своём намерении принять участие.
В октябре 2022 года EBU объявил, что Хор Евровидения вернётся в 2023 году, и во второй раз в истории конкурса его проводит Latvijas Televīzija.

## Происхождение
Хор Евровидения был учреждён Европейским вещательным союзом в 2017 году и является самым последним новым мероприятием, которое было запущено после Циркового шоу. Мероприятие состоит из выступлений непрофессиональных хоров, являющихся членами EBU.
Первый конкурс состоялся 22 июля 2017 года и был организован латвийской телекомпанией Latvijas Televīzija (LTV) и совпал с церемонией закрытия Европейских хоровых игр 2017 года. Мероприятие было официально подтверждено 30 Ноября 2016 года в зависимости от разумного интереса со стороны активных членов Европейского вещательного союза.
21 июля 2017 года было объявлено, что конкурс «Хор года на Евровидении» будет проводиться раз в два года, если только показатели просмотров не будут выше ожидаемых.

## Формат
Участвующие вещательные компании-члены EBU выбирают непрофессиональный хор или ансамбль а капелла, который будет представлять их родную страну, чтобы побороться за звание хора года на Евровидении, с призами, включая контракт на запись для победившего хора.
Каждый хор исполняет без сопровождения примерно шестиминутный сет в любом жанре, который оценивается группой профессионалов хоровой музыки, которые определяют победителя. В 2019 году три финалиста были выбраны для представления второго сета, по результатам которого был определён окончательный рейтинг.

## Участие

### Уходы, возвращения и дебюты
Чтобы распустить объединённые ячейки, нажмите на ячейку «Год».
| Год                         | Место проведения | Дата      | ВУ | Дебюты                                                                               | Возвращения | Уходы                       | Победитель |
| --------------------------- | ---------------- | --------- | -- | ------------------------------------------------------------------------------------ | ----------- | --------------------------- | ---------- |
| 2017                        | Латвия           | 22 июля   | 9  | Австрия · Бельгия · Венгрия · Германия · Дания · Латвия · Словения · Уэльс · Эстония | —           | —                           | Словения   |
| 2019                        | Швеция           | 3 августа | 10 | Норвегия · Швейцария · Швеция · Шотландия                                            | —           | Австрия · Венгрия · Эстония | Дания      |
| Конкурс с 2021 года отменён |                  |           |    |                                                                                      |             |                             |            |

### Рейтинг участников
В таблицах ниже указан рейтинг стран-участниц конкурса молодых музыкантов Евровидение с 2017 по 2019 год.
| № | Страна   | Ⅰ | Ⅱ | Ⅲ | Участия | Победа |
| - | -------- | - | - | - | ------- | ------ |
| 1 | Словения | 1 |   | 1 | 2       | 2017   |
| 2 | Дания    | 1 |   |   | 2       | 2019   |
| 3 | Латвия   |   | 1 | 1 | 2       |        |
| 4 | Уэльс    |   | 1 |   | 2       |        |

#### Список стран, не попавших в топ-3
Список построен на основе количества участия стран в конкурсе.
| №  | Страна    | Участия |
| -- | --------- | ------- |
| 5  | Бельгия   | 2       |
| 6  | Германия  | 2       |
| 7  | Австрия   | 1       |
| 8  | Венгрия   | 1       |
| 9  | Норвегия  | 1       |
| 10 | Швейцария | 1       |
| 11 | Швеция    | 1       |
| 11 | Шотландия | 1       |
| 12 | Эстония   | 1       |

## Победители
| Год  | Страна   | Участник                   |
| ---- | -------- | -------------------------- |
| 2017 | Словения | Женский хор «Carmen Manet» |
| 2019 | Дания    | Vocal Line                 |